# Ennya andina
Ennya andina är en insektsart som beskrevs av Albino Morimasa Sakakibara 1996. Ennya andina ingår i släktet Ennya och familjen hornstritar. Inga underarter finns listade i Catalogue of Life.